# Parnaíba
Parnaíba este un oraș în Piauí (PI), Brazilia.
1. ↑   https://it-ch.topographic-map.com/map-ljdlf3/Parna%C3%ADba/?zoom=19&center=-2.91733%2C-41.75642&popup=-2.91708%2C-41.75628 Lipsește sau este vid: |title= (ajutor)